# Kaposvár
Kaposvár (niem.: Kopisch, Ruppertsberg, Ruppertsburg; tur. Kapoşvar) – miasto na Węgrzech, stolica komitatu Somogy. Miasto to leży po dwóch stronach rzeki Kapos.
Populacja wynosi prawie 68 tys. (2011). Odległość między Kaposvárem, a Budapesztem wynosi około 186 km. Miasto podobno miało zostać założone na siedmiu wzgórzach, tak, jak Rzym. Mimo wczesnego wzmiankowania w źródłach historycznych, (1009) jak również istniejącego od XIV w. zamku, miasto rozwinęło się dopiero w II połowie XIX w. Po uruchomieniu łączącej Budapeszt z Zagrzebiem linii kolejowej, (1872) zostało ono węzłem komunikacyjnym, a niebawem także ośrodkiem wielobranżowego przemysłu (m.in. maszyny rolnicze, artykuły spożywcze, cukrownia, tekstylia).
Rozbudowa i modernizacja zakładów przemysłowych w okresie WRL, wpłynęła na szybkie podwojenie się liczby mieszkańców. W 1993 miasto zostało siedzibą rzymskokatolickiego biskupstwa. Kilka lat później, na bazie wyższej uczelni rolniczej oraz kolegium nauczycielskiego, powołano uniwersytet (2000).
Kaposvár znany jest między innymi z tego, że urodzili się tutaj malarz József Rippl-Rónai oraz polityk Imre Nagy.

## Historia
Około 400 roku p.n.e. tereny te zamieszkiwali Celtowie. Od 9 do 107 roku miasto należało do rzymskiej Panonii. Około 900 roku, gdy ziemie te podbili Węgrzy na terenach tych znajdowały się  osiedla słowiańskie. Nazwa osady pojawiła się po raz pierwszy w 1009 r. jako „Kapos”. W 1061 r. palatyn Otto Győr założył w pobliżu klasztor benedyktynów Zselicszentjakab. Pierwsze fortyfikacje w Kapos powstały około 1200 roku, a zamek murowany w wieku XIV. W 1555 roku wojska tureckie zdobyły zamek Kapos i tereny te na 131 lat zostały włączone do Turcji. W 1686 roku Kapos zdobyły wojska Habsburgów.

## Zabytki i pomniki
- Katedra Wniebowzięcia Najświętszej Maryi Panny
- Dawny urząd komitacki – obecnie Muzeum Rippla-Rónaiego(inne języki) (Rippl-Rónai Múzeum), częściowo poświęcone węgierskiemu malarzowi Józsefowi Ripplowi-Rónaiemu, urodzonemu w Kaposvárze
- Willa Rippla-Rónaiego(inne języki) – dom, w którym w ostatnich latach życia zamieszkiwał József Rippl-Rónai
- Ratusz(inne języki) (Városháza)
- Teatr im. Gergelyego Csikyego(inne języki) (Csiky Gergely Színház)
- Dom Bereczka(inne języki) (Bereczk-ház)
- Posąg św. Floriana
- Kościół Świętej Trójcy(inne języki) w dzielnicy Toponár
- Opactwo benedyktyńskie(inne języki) w Kaposszentjakab (pozostałości)
- Pomnik Lajosa Kossutha z 1911 r. na placu jego imienia(inne języki)
- Pomnik burmistrza Istvána Németha z 1939 r. w Parku Berzsenyich
- Pomnik powstania węgierskiego 1956

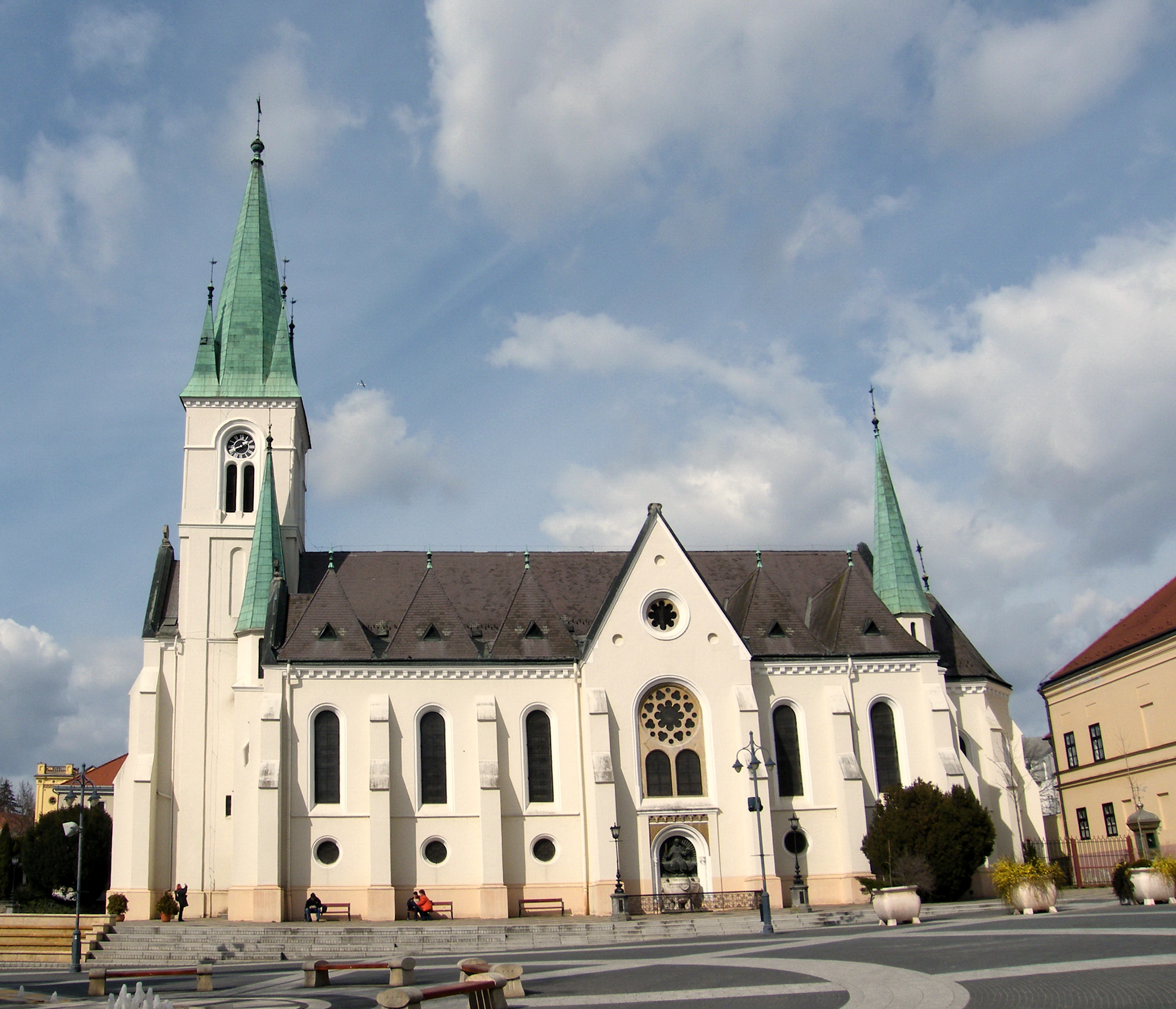
Katedra Wniebowzięcia NMP
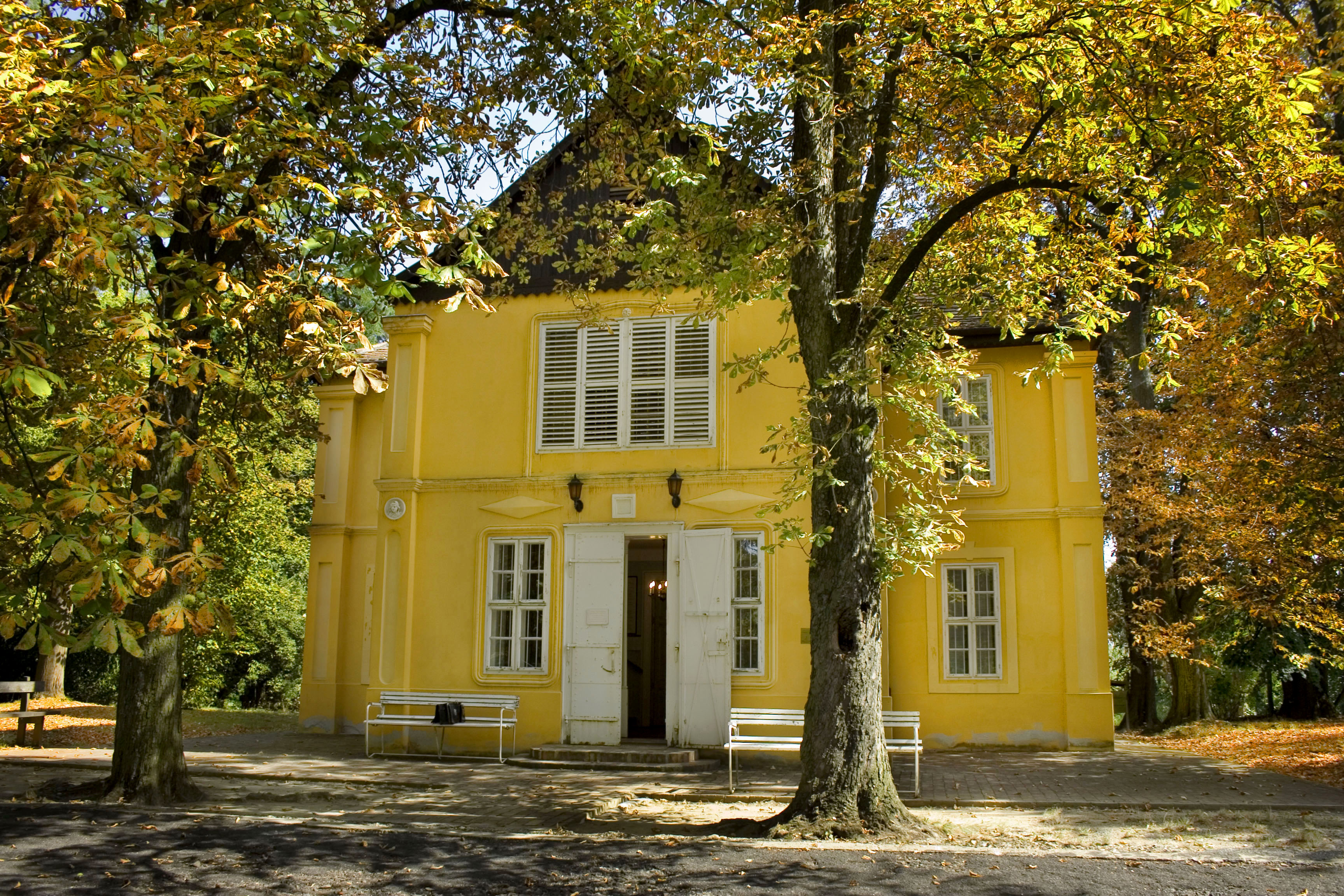
Willa Rippla-Rónaiego
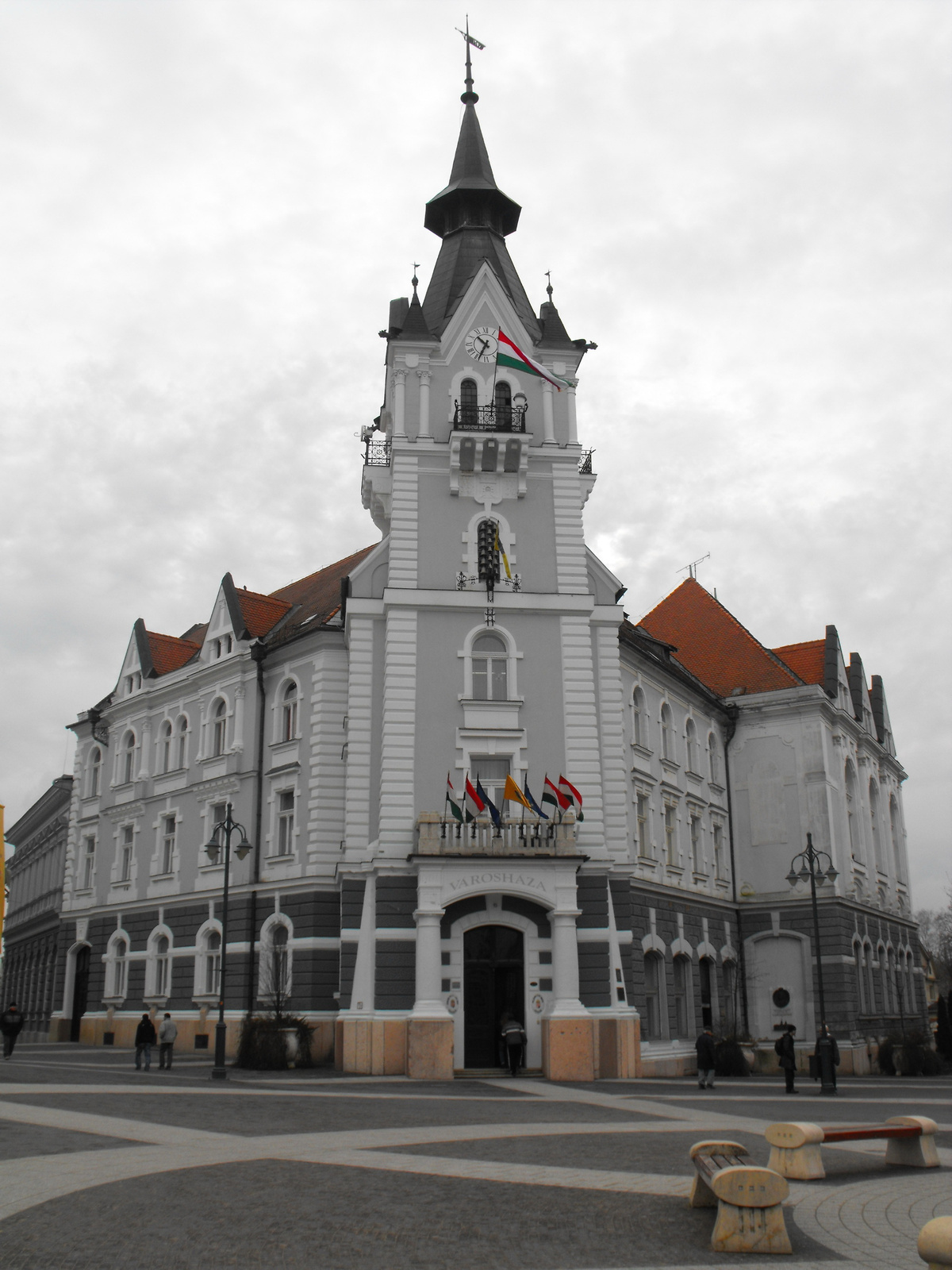
Ratusz
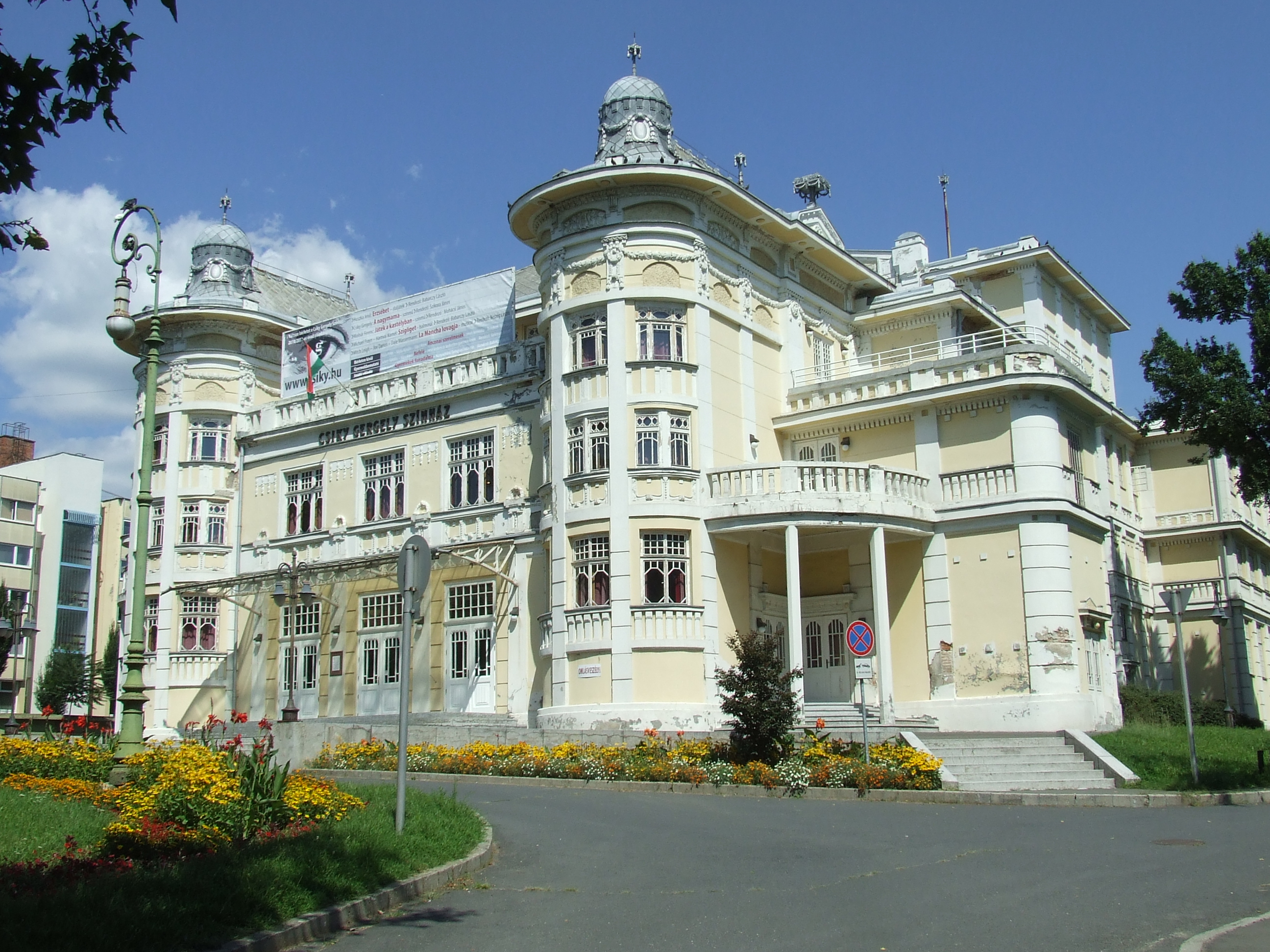
Teatr im. Gergelyego Csikyego

## Transport

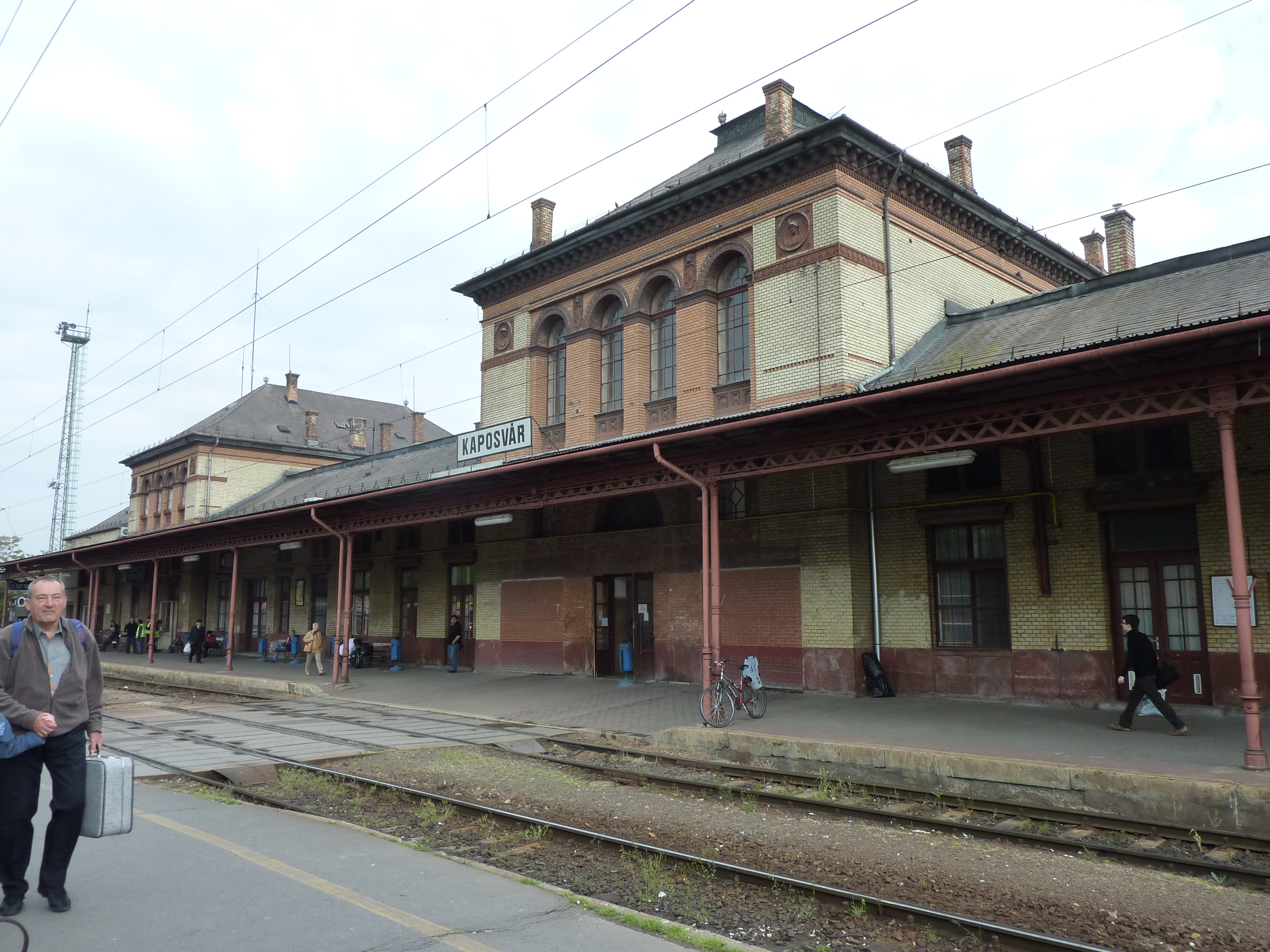
Dworzec kolejowy

W mieście znajduje się stacja kolejowa Kaposvár.

## Sport
W mieście ma siedzibę najbardziej utytułowany węgierski klub siatkarski, wielokrotny mistrz kraju – Volleyball Kaposvár. Działa tu także klub piłkarski Kaposvári Rákóczi FC.

## Miasta partnerskie
- Bath, Wielka Brytania
- Miercurea-Ciuc, Rumunia
- Darchan, Mongolia
- Glinde, Niemcy
- Koprivnica, Chorwacja

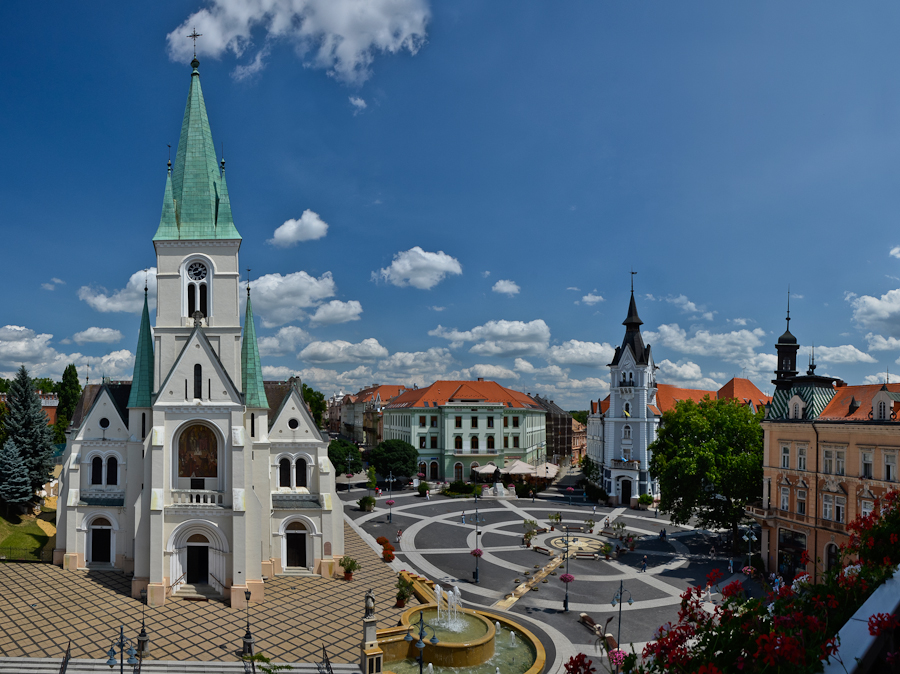
Plac Kossutha z katedrą na pierwszym planie

- Saint-Sébastien-sur-Loire, Francja
- Schio, Włochy
- Twer, Rosja
- Rauma, Finlandia
- Villach, Austria